# Баєтово
Баєтово (кирг. Баєтов названо честь М. Баєтова) — село, адміністративний центр Баєтовського аїльного округу та Ак-Талінського району Наринської області Киргизької Республіки. 

## Географія
Баєтово — віддалене село Наринської області в Киргизстані, розташоване поруч із річкою Нарин, за 490 км від столиці республіки міста Бішкек, за 120 км від обласного центру — міста Нарин. Тут є незначне поголів'я великої рогатої худоби та малі площі орної землі, яких з кожним роком стає дедалі менше через близькість до річки Нарин.

## Історія
У 1981 році указом ПВС СРСР село Дюрбельджин перейменовано у Баєтово.

## Інфраструктура
У селі знаходяться, 2 середні школи — імені Шукурбека Бейшеналієва та імені Есенгула Карасартова, 1 професійний ліцей імені Мааданбека Бараш уулу, 5 дитячих садків, близько 20 державних установ, комерційно-фінансові установи, а також малі цехи, як швейні і столярні. Крім того, село Баєтове є економічним, комерційним центром району.